# Rycerze Kanciastego Stołu
Rycerze Kanciastego Stołu (ang. Blazing Dragons, 1996-1998) – kanadyjsko-francuski serial animowany stworzony przez Terry'ego Jonesa (członka grupy Monty Pythona) i Gavina Scotta. Wyprodukowany przez kanadyjskie studio Nelvana i francuskie studio Ellipse Programmé.
Światowa premiera serialu miała miejsce 9 września 1996 roku na kanadyjskim kanale Teletoon. Ostatni odcinek serialu został wyemitowany 16 lutego 1998 roku. W Polsce premiera serialu odbyła się 14 października 1997 roku na antenie Canal+. Emisja zakończyła się 3 listopada 1997 roku. Serial nadawany był również na antenie TMT oraz na nieistniejącym kanale MiniMax.

## Opis fabuły
Serial opowiada o perypetiach króla Allfire'a i Rycerzy z Kanciastego Stołu, którzy walczą ze złym hrabią Geoffreyem.

## Obsada
- Edward Glen – Flicker
- Aron Tager – Król Allfire
- Suzanne Coy – Czarodziej Merle
- Steven Sutcliffe – królowa Griddle
- John Koensgen –
  - hrabia Geoffrey (I seria),
  - Zły rycerz #1
- Cedric Smith – hrabia Geoffrey (II seria)
- John Stocker –
  - Sir Burnivere,
  - Zły rycerz #2
- Dan Hennessey –
  - Sir Hotbreath,
  - Zły rycerz #3
- Richard Binsley –
  - Sir Blaze,
  - Minstrel
- Stephanie Morgenstern – księżniczka Flame
- Scott Wentworth – Sir Loungelot (I seria)
- Juan Chioran – Sir Loungelot (II seria)
- Rick Waugh –
  - Cinder,
  - Clinker,
  - Sir Galahot

## Spis odcinków
| N/o            | Tytuł angielski                   |
| -------------- | --------------------------------- |
|                |                                   |
| SERIA PIERWSZA |                                   |
|                |                                   |
| 01             | The Quest for the Holy Quail      |
|                |                                   |
| 02             | A Gift for Griddle                |
|                |                                   |
| 03             | Tournament Day                    |
|                |                                   |
| 04             | Excaliburn                        |
|                |                                   |
| 05             | Newt for a Day                    |
|                |                                   |
| 06             | Knights & Knightresses            |
|                |                                   |
| 07             | Merle's Mirror                    |
|                |                                   |
| 08             | Renaissance Dragon                |
|                |                                   |
| 09             | Robbing Hoodlum                   |
|                |                                   |
| 10             | The Stone of Wisdom               |
|                |                                   |
| 11             | Hermits & Heroes                  |
|                |                                   |
| 12             | Sir Hare                          |
|                |                                   |
| 13             | Bleepin' Beauty                   |
|                |                                   |
| SERIA DRUGA    |                                   |
|                |                                   |
| 14             | A Killer Makeover                 |
| 14             | The Age of Retention              |
|                |                                   |
| 15             | The Lost Ruby Hat of Omar the Ham |
| 15             | Achy Breaky Mace                  |
|                |                                   |
| 16             | Shamrocks and Shenanigans         |
| 16             | Three Dragons and a Baby          |
|                |                                   |
| 17             | King for a Day                    |
| 17             | Erik the Well-Read                |
|                |                                   |
| 18             | Chain Mail Letter                 |
| 18             | You Dim Sum, You Lose Some        |
|                |                                   |
| 19             | Excalibroke                       |
| 19             | Infernal Flame                    |
|                |                                   |
| 20             | MacBreath                         |
| 20             | Attila's Hot Buns                 |
|                |                                   |
| 21             | The Isle of Dwight                |
| 21             | Ice Try                           |
|                |                                   |
| 22             | Single Green Dragon               |
| 22             | Sphinx Jinx                       |
|                |                                   |
| 23             | Griddle's Sleepless Knights       |
| 23             | Whine & Roses                     |
|                |                                   |
| 24             | The Reign in Spain                |
| 24             | Geoffrey's Evil Pancakes          |
|                |                                   |
| 25             | The Golden Thimble of Theodora    |
| 25             | Seven Dragon Sins                 |
|                |                                   |
| 26             | Quest to Success                  |
| 26             | Slay the Dragon                   |
|                |                                   |